# Quilmes (fortifikation)

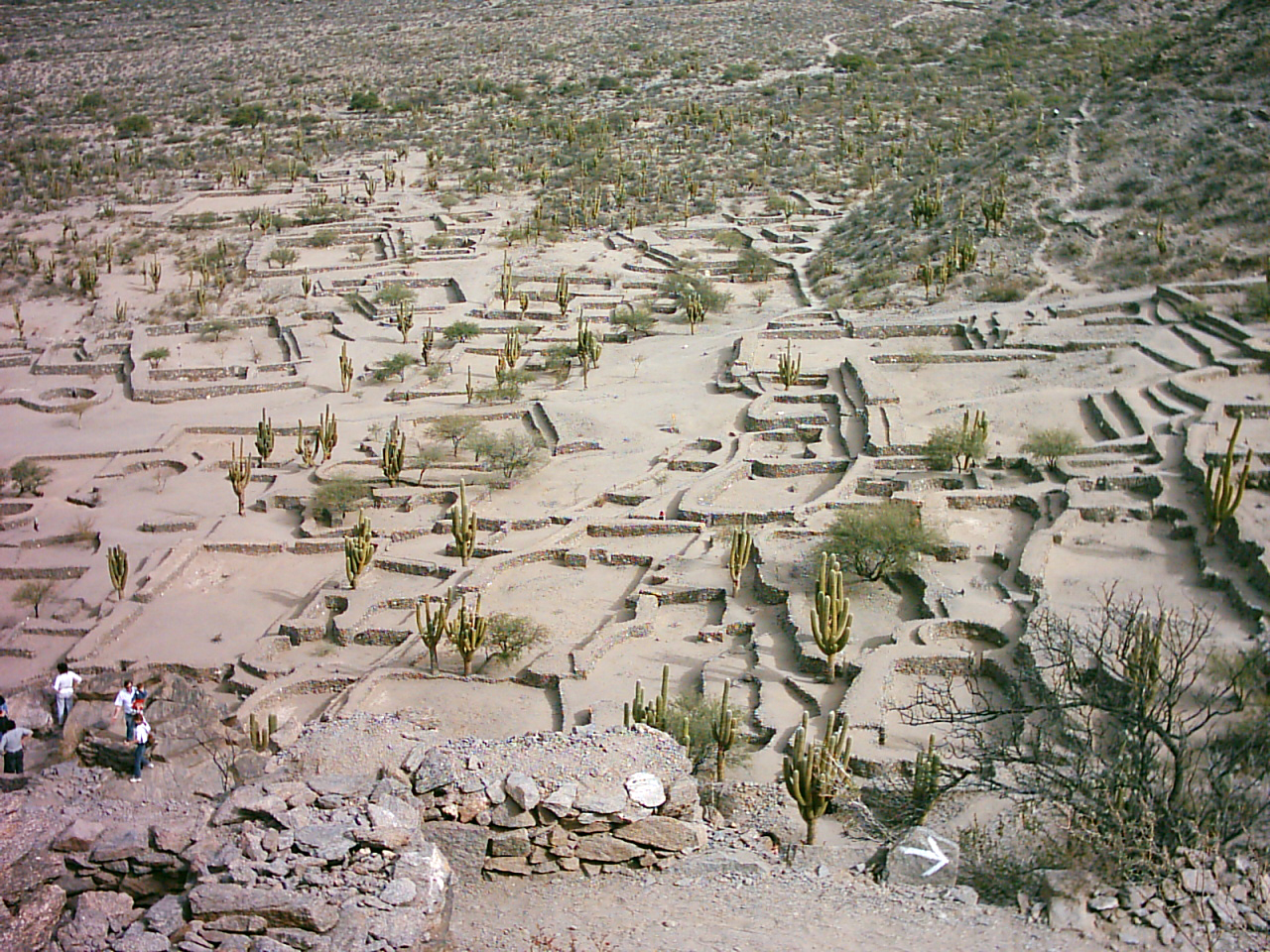
Vy över ruinerna

Quilmes var en fortifikation i nordvästra Argentina som byggdes av folket Quilmes under 1000-talet. Av anläggningen finns endast ruiner kvar.
Folkgruppen ursprung fanns troligtvis på västra sidan av Anderna. Vid platsen uppförde de försvarsanläggningar som skydd mot andra folkslag som Inkafolket eller grupper från Río Calchaquí. Fortifikationen gav plats för cirka 5000 personer. Spanska conquistadores tvångsförflyttade stammen 1665 till utkanten av Buenos Aires. Där finns staden Quilmes.
Vid ruinerna ligger ett museum som erbjuder guidade besiktningar.